# Cirkus Kludsky
Le Grand Cirque Kludsky (1902-1934) est un cirque voyageur d'origine tchèque qui posséda l'une des plus importantes ménageries de toute l'histoire du cirque.

## Description
Le fondateur, Antonín Kludský (* 1826 ; † 1895) eut 20 enfants, tous des garçons, dont 9 devinrent directeurs de cirque. Son fils Karel Kludsky senior (Pilsen, 17 décembre 1864 - Görkau, 8 août 1927) épousa Theresia Kneisel (2 novembre 1869 - 22 février 1930).
En 1887, Karel Kludsky senior succéda à son père à la tête de la ménagerie familiale. Dix ans après cette époque, la ménagerie foraine comprenait :
- des fauves (30 lions, 14 tigres ...),
- des éléphants,
- des animaux exotiques : zèbres, tapirs et autres herbivores.

En 1902, Karel Kludsky senior acquit la cavalerie du Cirque Wulff et créa un grand cirque-hippodrome auquel il annexa sa ménagerie.
Le Cirque Kludsky voyageait notamment en Autriche-Hongrie et en Italie vers 1914.
Après la Première Guerre mondiale, le cirque installa ses quartiers d'hiver à Görkau en 1920. En 1925, il présentait à Vienne, sous un chapiteau de 10 000 places, un total de 42 numéros de cirque sur 3 pistes et 2 scènes.
En 1927, après la mort de leur père, le cirque est repris par les fils Karel Kludsky junior (1891-1967) et Rudolf Kludsky (1893–1960).
En 1929, le Cirque Kludsky avait quelque 700 animaux dans sa ménagerie.
Il fit faillite en 1934. À la vente aux enchères du cirque, les quatre frères Amar achetèrent 16 des 24 éléphants du troupeau Kludsky.